# Oddvar Sanne
Oddvar Sanne (25 de mayo de 1927 – 7 de junio de 2002) fue un guitarrista y cantante de nacionalidad noruega.

## Biografía
Nacido en Oslo, Noruega, se hizo conocido por formar el grupo musical Harmony Duo junto a Nora Brockstedt. El grupo tuvo notoriedad en las revistas de verano de 1944 en el Teatro Chat Noir. Hacia 1950 ambos ingresaron en otro grupo musical, The Monn Keys, en el cual actuaban Fredrik Conradi, Per Asplin y Sølvi Wang. Fredrik Conradi se fue en 1954 y dejó la formación al siguiente año. Arne Bendiksen ingresó como nuevo miembro.
En 1957 los cuatro integrantes, junto a Egil Monn-Iversen, crearon la empresa Egil Monn-Iversen A/S. Arne Bendiksen era gerente de grabaciones y publicaciones. La banda se disolvió en 1964, y Bendiksen se hizo cargo de las acciones de Monn-Iversen, Sølvi Wang y Per Asplin, mientras que Oddvar Sanne retuvo su  20%, continuando en la empresa  hasta el año 1982. Más adelante, junto a Bendiksen y Kirsti Sparboe formó un trío vocal, Kirsti, Oddvar og Arne. 
Sanne fue también productor discográfico, trabajando con discos infantiles, entre otras actividades. De manera esporádica cantó también como acompañante, como hizo por ejemplo en el concierto debut de Birgitte Grimstad.
Oddvar Sanne falleció en Oslo en el año 2002.